# Decatur, Texas
Decatur là một thành phố thuộc quận Wise, tiểu bang Texas, Hoa Kỳ. Năm 2010, dân số của xã này là 6042 người.

## Dân số
- Dân số năm 2000: 5201 người.
- Dân số năm 2010: 6042 người.